# Юлий Шокальский (судно)
Юлий Шокальский — научно-исследовательское судно (НИС), названное в честь русского учёного Ю. М. Шокальского. НИС использовалось для проведения океанографических, гидробиологических и гидрохимических исследований в ограниченных районах Азово-Черноморского бассейна. Полученные НИС результаты повлияли на развитие судостроения, гидрографии, подводного плавания, военно-морской техники и т. д.

## История
В 1946 году вышло постановление Президиума АН СССР от 9 апреля 1946 года о необходимости иметь на Чёрном море в распоряжении АН СССР судно для проведения научно-исследовательских работ в открытом море. Для этого по просьбе Президента АН СССР академика С. И. Вавилова моторный рыболовный траулер был переоборудован в научно-исследовательское судно, названное «Юлий Шокальский» и переданное Севастопольской биологической станции, которая с 1964 года стало называться Институтом биологии южных морей АН УССР.
В начале 1950-х годов НИС «Юлий Шокальский» выполняло работы по программе «Обеспечение безопасности мореплавания», которая была разработана по заданию Совета Министров СССР. Специалисты НИС круглогодично изучали процессы, возникающие под воздействием штормового ветра как на поверхности, так и в толще воды, наблюдали за поведением кораблей и судов на волне и течениях Чёрного моря. Полученные ими результаты исследований стали применяться на практике в судостроении, гидрографии, подводном плавании, военно-морской технике и др.
С 1952 года по 1957 год НИС «Юлий Шокальский» участвовало в экспедициях, организованных для гидрологических и гидрометеорологических исследований акватории северной части Каспийского моря.
В 1957 году НИС «Юлий Шокальский» было выведено из эксплуатации из-за технического состояния.